# Маріса Паван
Марія Луіза Пієранґелі (італ. Maria Luisa Pierangeli; 19 вересня 1932 — 6 грудня 2023), відома як Маріса Паван (італ. Marisa Pavan) — італійська акторка, яка в 1956 році отримала «Золотий глобус» за «Найкраща акторка другого плану» у фільмі Татуйована троянда.

## Життєпис
Дебютувала в кіно у 1948 році. Визнання прийшло в 1955 році після роботи у фільмі «Татуйована троянда». Роль Рози, дочки персонажки Анни Маньяні, принесла Паван номінації на «Оскар» та «BAFTA» та премію «Золотий глобус» за найкращу жіночу роль другого плану. Всього з 1952 по 1989 рік Маріса Паван зіграла в 47 фільмах, з яких переважну кількість становили серіали.
З 1956 по 2001 рік була одружена з французьким актором Жаном-П'єром Омоном. Народила двох синів. Попри тимчасове розлучення, прожила з чоловіком до його смерті.

## Фільмографія

### Акторка
| Рік       | Назва                                                     | Роль               | Країна         | Примітки |
| --------- | --------------------------------------------------------- | ------------------ | -------------- | -------- |
| 1948–1958 | Перша студія                                              | Домініка           | США            |          |
| 1949–1955 | Театр біля каміну                                         |                    | США            |          |
| 1952      | Яка ціна визнання                                         | Ніколь Бушар       | США            |          |
| 1953      | Я вибрав кохання                                          | Маріса             | Італія         |          |
| 1955–1963 | Сталева година Сполучених Штатів                          |                    | США            |          |
| 1954      | Down Three Dark Streets                                   | Джулія Ангеліно    | США            |          |
| 1954–1958 | Кульмінація                                               | Джинні Кебот       | США            |          |
| 1954      | Бій барабану                                              | Тобі               | США            |          |
| 1955–1967 | ITV телетеатр                                             | Зузетта            | США            |          |
| 1955–1962 | Альфред Хічкок представляє                                | Марі Шафнер        | США            |          |
| 1955      | Татуйована троянда                                        | Роза Дела Роза     | США            |          |
| 1956      | Діана                                                     | Катеріне де Медічі | США            |          |
| 1956      | Чоловік у сірому фланелевому костюмі                      | Маріа Монтаґне     | США            |          |
| 1956–1957 | The Kaiser Aluminum Hour                                  | Антігуней          | США            |          |
| 1956–1961 | Театр 90                                                  |                    | США            |          |
| 1957      | Це трапилось вночі                                        | Анна Малеста       | США            |          |
| 1958–1963 | Оголене місто                                             | Франческа          | США            |          |
| 1958–1964 | Сансеп-Стріп, 77                                          | Анна               | США            |          |
| 1958–1960 | Вестінгауз – Театр Десіле                                 | Маріа              | США            |          |
| 1959      | Джон Пол Джонс                                            | Еймі же Теллісон   | США            |          |
| 1959      | Соломон та цариця Савська                                 | Авісага            | США            |          |
| 1960      | Shangri-La                                                |                    | США            |          |
| 1961      | Колодязь трьох істин                                      | Гостя на відкритті | Італія Франція |          |
| 1962–1967 | У бою!                                                    | Марі Маршан        | США            |          |
| 1963–1964 | Breaking Point                                            | Норма Россітер     | США            |          |
| 1963–1967 | Боб Хоуп представляє                                      | Альва              | США            |          |
| 1965–1974 | ФБР                                                       | Маріа Бланка       | США            |          |
| 1967      | Щоденник Анни Франк                                       |                    | США            |          |
| 1968–1980 | Гаваї Відділ-О                                            | Мадам Шанданарік   | США            |          |
| 1970      | Cutter's Trail                                            | Ангеліна Авіла     | США            |          |
| 1971–1977 | МакМілан та дружина                                       | Гетті Каррара      | США            |          |
| 1973      | Найважливіша подія з тих пір, як людина ступила на Місяць | Маріа Маззеті      | Італія Франція |          |
| 1974      | Антуан s Себастьян                                        | Матільда           | Франція        |          |
| 1974–1980 | Досьє детектива Рокфорда                                  | Софія              | США            |          |
| 1975–1989 | Надія Райан                                               | Шаншаль Дубаджак   | США            |          |
| 1975–1979 | Диво-жінка                                                | Маріа              | США            |          |
| 1975–1990 | Сінема 16                                                 | Мати Бена          | Франція        |          |
| 1971–1977 | Міняли                                                    | Селія Вандервурт   | Франція        |          |
| 1977      | The Trial of Lee Harvey Oswald                            | Евіта Алешіо       | США            |          |
| 1988–1994 | Висока напруга                                            | Мати Сільвії       | Франція        |          |
| 1989–1994 | Спільні відомості                                         | Леді Малфрод       | Франція        |          |

### Гра самої себе
| Рік          | Назва                       | Країна | Примітки |
| ------------ | --------------------------- | ------ | -------- |
| 1952-дотепер | Сьогодні                    | США    | Гостя    |
| 1953–1961    | Обличчя до обличчя          | США    |          |
| 1975-дотепер | Доброго ранку, Америка      | США    | Гостя    |
| 1982         | Stelle emigranti            | Італія | Гостя    |
| 2007         | Кріс і Дон. Історія кохання | США    |          |

## Нагороди
| Нагорода            | Рік  | Категорія                                                     | Фільм              | Підсумок  |
| ------------------- | ---- | ------------------------------------------------------------- | ------------------ | --------- |
| Оскар               | 1956 | Премія «Оскар» за найкращу жіночу роль другого плану          | Татуйована троянда | Номінація |
| Золотий глобус      | 1956 | Премія «Золотий глобус» за найкращу жіночу роль другого плану | Татуйована троянда | Перемога  |
| Британська академія | 1957 | Премія «BAFTA» найкращої іноземної акторки                    | Татуйована троянда | Номінація |